# عبدالباقی تبریزی

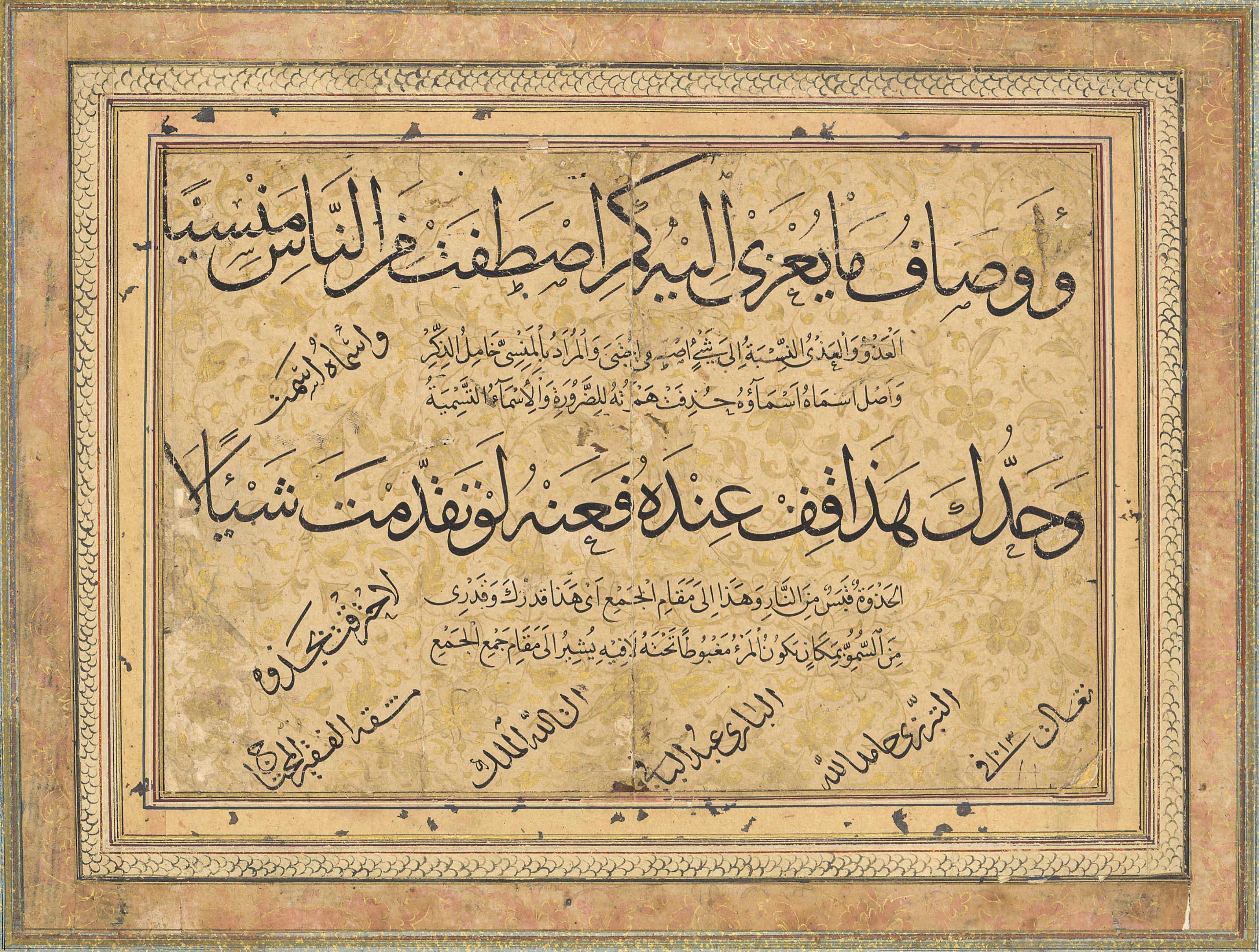
یک تابلوی خوشنویسی به امضای عبدالباقی مربوط به دوره صفوی

عبدالباقی تبریزی از کتیبه‌نویسان زبردست دوره صفوی و استادان مسلم خوشنویسی در قرن یازدهم به‌ویژه در خطوط ثلث، نسخ و رقاع است.
او از خوشنویسان صاحب نام دوره شاه عباس کبیر بود. او در خطوط ثلث، نسخ و رقاع از شاگردان علاءالدین تبریزی بود و از استادان مسلم به شمار می‌رود. همچنین او را از جمله شاگردان علیرضا عباسی دانسته‌اند.
عبدالباقی تبریزی بعضی از کتیبه‌های مسجد امام (مسجد شاه یا مسجد سلطانی) اصفهان را به امر شاه عباس نوشت که هنوز باقیست. گفته می‌شود شاه عباس به همین منظور او را از بغداد به اصفهان فراخواند.
عبدالباقی در سال ۱۰۳۹ هجری قمری بدرود حیات گفته است.

## نگارخانه

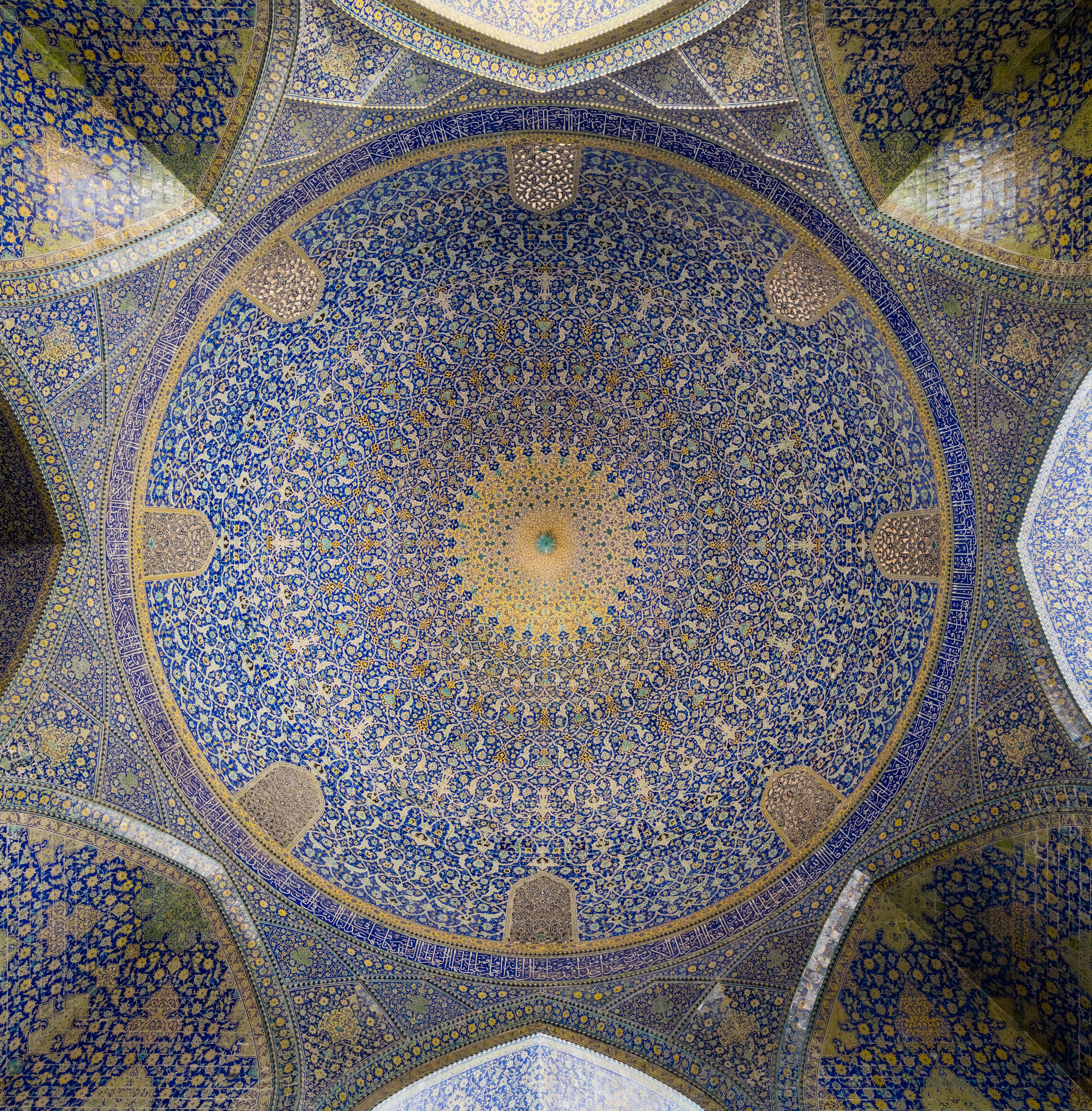
کتیبهٔ درون گنبد مسجد شاه اصفهان، به رقم عبدالباقی تبریزی در سال ۱۰۳۶ ه.ق.

## == پانویس
1. ↑  فضایلی ص۳۴۸ و۳۴۹
2. 1 2 3  پیدایش و سیر تحول هنر خط، ص ۸۱

  == منابع ==
- فضایلی، حبیب‌الله. اطلس خط. انتشارات مشعل اصفهان. چاپ دوم، اصفهان۱۳۶۲ش. ص ۲۴۴، ۳۴۸ و ۳۴۹
- به‌کوشش: یساولی، جواد. پیدایش و سیر تحول هنر خط. انتشارت یساولی، چاپ دوم ۱۳۶۰ش. ص ۸۱ ==